# José Rákóczi
José Rákóczi de Felsővadász (en húngaro: Rákóczi József) (17 de agosto de 1700-10 de noviembre de 1738). Fue un noble húngaro, hijo Francisco Rákóczi II, Príncipe de Transilvania (1690–1701). José Rákóczi fue elegido como candidato a ser Príncipe de Transilvania por el sultán y luchó sin éxito para obtenerlo.

## Biografía
José Rákóczi nació el 17 de agosto de 1700 como hijo de Francisco Rákóczi II, Príncipe de Transilvania y la duquesa Carlota Amalia de Hessen-Wanfried. En el año de su nacimiento murió su hermano mayor Leopoldo Luis Jorge de cuatro años de edad. 
El reino de Hungría había sufrido grandes pérdidas en los últimos tres siglos, perdiendo a su rey Luis II en 1526, pasando el título a manos del emperador germánico de la Casa de los Habsburgo. Mientras tanto las familias húngaras aristocráticas gobernaban en la región oriental del reino en el nuevo Estado constituido conocido como el Principado de Transilvania, separado de la parte de los germánicos por un territorio ocupado por los turcos. De esta manera el reino húngaro permaneció dividido en tres partes hasta que en la última década del siglo XVII el emperador germánico y sus ejércitos consiguieron expulsar a los turcos y reunificar Hungría. Desde luego la figura del Príncipe de Transilvania durante ese siglo y medio siempre intentó la alcanzar la independencia del emperador germánico, y conducir al reino húngaros lejos de la influencia de los Habsburgo. El último Príncipe de Transilvania, Francisco Rákóczi II fue durante varias décadas uno de los luchadores más importantes de la independencia húngara frente al emperador germánico y movilizó enormes ejércitos de húngaros campesinos y nobles que compartían su ideal.
El pequeño José Rákóczi apenas tenía un año cuando su padre, Francisco Rákóczi fue enviado a la prisión de Bécsújhely luego de haber sido traicionado por el embajador francés. Sin embargo, su esposa Carlota Amalia sobornó a los guardias bajo el comando del capitán Gottfried Lehmann que custodiaban a Francisco y consiguió que su esposo se fugase de la prisión. Francisco Rákóczi escapó a Polonia, mientras lo cual la corte de Viena decidió encerrar a Amalia en un convento, separándola e sus dos hijos. Los dos hermanos Rákóczi José y su hermano mayor Jorge fueron llevados a Viena, y los criaron como nobles leales al Emperador germánico. José inclusive recibió un nombre diferente para intentar separarlo de su pasado y fue llamado Marquese di San Carlo. 
En 1734 obtuvo el título de Duque de Munkács, otorgado por su padre quien vivía en el exilio en Rodosto, tras haber fallado su guerra independentista contra los Habsburgo y había obtenido protección del sultán turco. José se escapó entonces de Viena ya a su edad adulta y primero viajó a Roma, Nápoles, París y luego a Madrid, dirigiéndose después de la muerte de su padre en 1736 a Rodosto tras el llamado del sultán turco Mahmud I. Una vez allá fue nombrado candidato a ser Príncipe de Transilvania y al poco tiempo partió a la región oriental del reino húngaro como pretendiente al trono, tomando parte en la campaña militar de 1737 y 1738. José murió durante la campaña militar sin conseguir el trono de Transilvania.